# Erik Odeblad
Erik Odeblad (* 31. Januar 1922 in Kristinehamn; † 17. Oktober 2019) war ein schwedischer Mediziner, dem die ersten Anwendungen von Kernspinresonanzspektroskopie (NMR, von englisch nuclear magnetic resonance) in der Medizin zugeschrieben werden.
Odeblad studierte Medizin in Stockholm mit der Promotion 1952 und war dann am Karolinska-Institut. Als Post-Doktorand war er mit einem Rockefeller-Stipendium an der University of California, Berkeley. Dort traf er auch Felix Bloch, einem der Pioniere der NMR. Auf die Möglichkeit angesprochen, Kernspinresonanzspektroskopie in der Medizin anzuwenden, erteilte Bloch ihm allerdings eine Absage (Bloch war nur an Anwendungen in der Physik interessiert). Zurück in Schweden baute er mit dem Physiker Gunnar Lindström ein eigenes NMR-Spektrometer und untersuchte damit Gewebeproben (veröffentlicht 1955 in den Acta Radiologica) und fand Unterschiede in den Relaxationszeiten. Es folgten weitere Arbeiten zur Anwendung der NMR in der Medizin. Hauptberuflich absolvierte er am Sabbatsberg Hospital des Karolinska-Instituts eine Ausbildung zum Gynäkologen (sein Spezialgebiet waren Fertilitäts-Studien). 1966 promovierte er in Physik und wurde Professor für medizinische Biophysik an der Universität Umeå, an der er 1988 emeritiert wurde.
Sein Beitrag war lange in Vergessenheit geraten (zumal er auf einem weniger prestigeträchtigen medizinischen Gebiet arbeitete) und überschattet von Kampagnen des Mediziners Raymond Damadian vom Downstate Medical Center in Brooklyn, sich selbst als Pionier der NMR in der Medizin zu präsentieren. Er nahm für sich in Anspruch, NMR erstmals auf die Unterscheidung gesunden und kranken Gewebes angewandt zu haben und fand große Aufmerksamkeit dadurch, dass er behauptete, gesundes und Tumorgewebe mit NMR unterscheiden zu können, was er sich patentieren ließ, was sich später aber als Irrtum herausstellte. 2012 erhielt Odeblad den European Magnetic Resonance Award.